# Якуніна Ганна Олександрівна
Ганна Олександрівна Якуніна (нар.. 9 жовтня 1968, Москва, Російська РФСР, СРСР) — російська актриса театру і кіно. Заслужена артистка Російської Федерації (2006).

## Біографія
Ганна Якуніна народилася 9 жовтня 1968 року в Москві, у творчій родині.
Батько — Олександр Якунін (помер у 2011 році), закінчив режисерський факультет ГІТІСу імені А. В. Луначарського за фахом «Режисура драми» (курс Юрія Завадського) в 1975 році, був актором Державного академічного театру імені Моссовєта, потім працював театральним режисером і художником, ставив і оформляв спектаклі.
Мати — Ольга Володимирівна Веліканова (нар.. 1946), актриса, закінчила режисерський факультет ГІТІСу імені А. В. Луначарського за фахом «Режисура драми» (курс Марії Йосипівни Кнебель) в 1972 році, режисер Московського драматичного театру імені К. С. Станіславського (нині — Електротеатр Станіславський) (з 1973 року по теперішній час). Батьки одружилися, будучи студентами, а ролучилися через рік після народження Ганни. Вихованням дівчинки займалися три жінки: мама, бабуся Ляля (Олена) і тітка Таня.
Родина мріяла, щоб Ганна стала балериною, тому після закінчення восьмого класу середньої школи у 1983 році вона спробувала вступити до Московського хореографічного училища, але, незважаючи на складний номер на музику з фортепіанного циклу «Пори року» П. І. Чайковського, підготовлений рідною тіткою Танею, балериною і випускницею цього училища, провалилася. По завершенні випробувань, член приймальної комісії Софія Головкіна вийшла і сказала Тетяні Володимирівні: «Дуже гарна дівчинка, їй треба поступати в театральний». Однак, бажання мами вивчити дочку на балерину переважило, і вона повезла Ганну до Ленінграда, де та вступила до Ленінградського академічного хореографічного училище імені А. Я. Ваганової, провчилася майже чотири роки, але, не закінчивши його, повернулася до Москви.
У Москві закінчила «Школу-студію при Державному академічному ансамблі народного танцю під керівництвом Ігоря Моїсеєва».
У 1986 році вступила на режисерський факультет Російського інституту театрального мистецтва — ГІТІСу за спеціальністю «Акторське мистецтво» (керівник курсу — Борис Гаврилович Голубовський, народний артист РРФСР), який закінчила у 1990 році.
Тринадцять років, з 1990 по 2003 роки, прослужила в Російському державному театрі «Сатирикон» імені Аркадія Райкіна в Москві під керівництвом Костянтина Райкіна.
У 2003 році на запрошення художнього керівника Марка Анатолійовича Захарова прийнята в трупу Московського державного театру «Ленком», де працює по теперішній час.

### Родина
- Бабуся — Олена Олексіївна Дмитрієва (1922—2014), актриса, що грала в Московському драматичному театрі на Малій Бронній[7].
- Дід — Михайло Юлійович Хейн, працював у театрі.
- Батько — Олександр П. Якунін (помер у 2011 році[3]), закінчив режисерський факультет ГІТІСу імені А. В. Луначарського за фахом «Режисура драми» (курс Юрія Завадського) в 1975 році[6], був актором Державного академічного театру імені Моссовєта, потім працював театральним режисером і художником, ставив і оформляв спектаклі.
- Мати — Ольга Володимирівна Веліканова (нар. 1946), актриса, закінчила режисерський факультет ГІТІСу імені А. В. Луначарського за фахом «Режисура драми» (курс Марії Йосипівни Кнебель) в 1972 році, режисер Московського драматичного театру імені К. С. Станіславського (нині — Електротеатр Станіславський) (з 1973 року по теперішній час)[8].
- Тітка — Тетяна Володимирівна Веліканова, балерина Великого театру.
- Перший чоловік — Сергій Рональдович Стегайлов (нар.. 24 червня 1964), актор, однокурсник Ганни по ГІТІСу.
  - Дочка — Анастасія Сергіївна Стегайлова (нар.. 26 червня 1989)[10], художник-постановник, дизайнер. Після розлучення батьків, виховувалася матір'ю і вітчимом Олексієм.
- Другий чоловік — Олексій, інженер, має авіаційно-технічну освіту. Одружилися в 1996 році[11].
  - Дочка — Марія (нар.. 1996)[9]. У червні 2019 року закінчила з червоним дипломом ВДІК.

## Творчість

### Роботи в театрі

#### Російський державний театр «Сатирикон» імені Аркадія Райкіна (Москва)
- «Голий король» — Гувернантка
- «Багдадський злодій» — Цунамі
- «Такі вільні метелики» — Джил
- «Сірано де Бержерак» — Ліза
- «Кьоджинські перепалки» — Орсетта
- «Шантеклер» — Біла курочка

#### Московський державний театр «Ленком Марка Захарова»
- «Божевільний день, або Одруження Фігаро» — Марселіна
- «Містифікація» — Коробочка, Манілова
- «Приборкання приборкувачів» — Б'янка
- 2004 (по теперішній час) — «Ва-банк», сцени з комедії Олександра Островського «Остання жертва» (постановка — Марк Захаров; прем'єра — 10 листопада 2004 року) — Глафіра Фирсівна, тітка Юлії Павлівни Тугіна, літня небагата жінка[12]
- «Пролітаючи над гніздом зозулі (Затемнення)» — Речид

### Фільмографія
1. 1999 — Такі вільні метелики (телеспектакль) — # 2003 — Вогнеборці — епізод
2. 2004 — Ва-банк (телеспектакль) — Глафіра Фірсівна, тітка Юлії Павлівни Тугіної, літня небагата жінка
3. 2004 — Віола Тараканова. У світі злочинних пристрастей (фільм № 1 «Чорт из табакерки») — Людмила
4. 2004 — Конвалія срібляста 2 (серія № 2 «Хто до нас залетів?») — співачка, учасниця дуету «Зоряна пара»
5. 2005 — Божевільний день, або Одруження Фігаро (телеспектакль) — Марселіна
6. 2005—2008 — Моя прекрасна нянька (серія № 84 «Вже і в музи невтерпіти» (2005), серія № 135 «Дім, милий дім» (2008)) —  Елен, подруга співачки Непрухи / Віра, відома піаністка, дружина генерала Бірюкова
7. 2005—2013 — Кулагін та партнери — епізод
8. 2007 — Особисте життя доктора Селіванової — Кіра Станіславівна Кочергіна, гінеколог, колега і подруга Олени Леонардівни Селіванової
9. 2007 — Пригоди солдата Івана Чонкіна — Афродита
10. 2008 — Адвокат 5 (фільм № 12 «Старе кохання») — Олександра
11. 2008 — Віртуальна Аліса — Ірина
12. 2008 — Дві історії про кохання — сусідка Кіри, мати Гоші
13. 2009 — Чоловік у моїй голові — Світлана Борисівна
14. 2009 — Платина 2 — Ельвіра
15. 2009 — Холодне серце — Ліза, дружина Валерія
16. 2010 — Банди — Олена Анатоліївна Долгих, майор
17. 2010 — Земський лікар (серія № 11) — Вікторія, астролог
18. 2010 — Москва. Центральний округ 3 (фільм № 13 «Віра та довіра») — Лариса
19. 2010 — Наш домашній магазин — Олена, режисер
20. 2010 — Гонитва за тінню (серії № 1-3) — Василіса Давидівна Ждан, слідчий з особливо важливих справ
21. 2010 — Пригоди в тридесятому царстві — Баба-яга
22. 2011 — Нічний гість — Ніна, подруга Тетяни
23. 2012 — Білий мавр, або Інтимні історії про моїх сусідів — Наталія, дружина Андрія
24. 2012 — У зоні ризику (серії № 1-3) — Олена Демидова, співробітниця банку, дружина Сергія
25. 2012 — Скліфосовський — Ніна Дубровська, медичний реєстратор, співробітниця приймального відділення Інституту швидкої допомоги (знаменитого «Скліфа»)
26. 2012—2013 — Скліфосовський 2 — Ніна Дубровська, медичний реєстратор, співробітниця приймального відділення Інституту швидкої допомоги (знаменитого «Скліфа»)
27. 2013—2014 — Два батька і два сина — Віра Володимирівна Тетеріна, мати Віктора, бабуся Влада, колишня дружина Гурова
28. 2013 — Королева бандитів — Валентина, тітка Наталії
29. 2013 — Поцілуйте наречену  — Олена Скорик
30. 2013 — Час дочок — Людмила, дружина Ковтуна
31. 2013 — Подвійне життя — Світлана Воронкова, власниця бутика
32. 2013 — Троє в Комі — Ангеліна Велика, актриса, конкурентка Вікторії
33. 2014 — Сильніше долі — Єлизавета
34. 2014 — Умільці — Ганна Сергіївна, вчителька Ірини
35. 2014 — Людина-приманка — Серафима Глашатай, майор поліції
36. 2014 — Жінки на межі (серія № 16 «Сліпота до вибору») —  Марина Анатоліївна Волович, партнерка Сергія Хаустова по бізнесу[13]
37. 2014 — Скліфосовський 3 — Ніна Дубровська, медичний реєстратор, співробітниця приймального відділення Інституту швидкої допомоги (знаменитого «Скліфа»)
38. 2015 — Дружина за сумісництвом — Ганна Василівна Львова, бізнес-леді, мати Ігоря
39. 2015 — Скліфосовський 4 — Ніна Дубровська, медичний реєстратор, співробітниця приймального відділення Інституту швидкої допомоги (знаменитого «Скліфа»)[11]
40. 2015 — Рік в Тоскані — Юлія, економка
41. 2015 — Навесні розквітає любов —  Віра Соловйова
42. 2015 — Країна чудес —  Галина, дружина Валерія
43. 2015 —  Чужа мила — Віка Дмитрієва, коханка Артура
44. 2016 — Перли —  Зінаїда Головіна, колишня «опікунка» Євгенії Ладонезької, дружина Олександра, мати Віктора і Елі
45. 2016 — Напарниці — Варвара Павлівна, співробітниця архіву
46. 2016 — Василиса — Ольга Грекова
47. 2017 — Скліфосовський 5 — Ніна Дубровська, медичний реєстратор, співробітниця приймального відділення Інституту швидкої допомоги (знаменитого «Скліфа»)
48. 2017 — Пізнє каяття — Ася, мати Ольги
49. 2018 — Скліфосовський 6 — Ніна Дубровська, медичний реєстратор, співробітниця приймального відділення Інституту швидкої допомоги (знаменитого «Скліфа»)
50. 2018 —  Дівчата не здаються — Алла Сергіївна Крилова, бізнесвумен, власниця ресторану
51. 2018 —  Зінка-москвичка — Зінаїда
52. 2019 — Скліфосовський 7 — Ніна Дубровська, медичний реєстратор, співробітниця приймального відділення Інституту швидкої допомоги (знаменитого «Скліфа»)
53. 2019 — Мама Маша — Марія
54. 2019 — Іванови-Іванови (серія № 75) — Ніна, донька Зої Миронівни
55. 2020 — Наречена комдива — Марина Сиротко, прапорщик, начальник їдальні у  військовому гарнізоні «Сонячному»  Чорноморського флоту ВМФ СРСР
56. 2020 — Світлячок —
57. 2020 — Скліфосовський 8 — Ніна Дубровська, медичний реєстратор, співробітниця приймального відділення Інституту швидкої допомоги (знаменитого «Скліфа»)

## Визнання заслуг

### Державні нагороди Російської Федерації
- 2006 — почесне звання «Заслужений артист Російської Федерації» — «за заслуги в галузі мистецтва»[5].

### Громадські нагороди
- 2005 — лауреат російської театральної премії «Чайка» в номінації «Усмішка Ж» за найкращу комедійну роль — за роль Глафіри Фірсівни у виставі «Ва-банк» з комедії Олександра Островського «Остання жертва» в постановці Марка Захарова на сцені Московського державного театру «Ленком»[12].